# Kravany (Trebišov)
Kravany (bis 1948 slowakisch „Kraviany“; ungarisch Kereplye) ist eine Gemeinde im Osten der Slowakei mit 362 Einwohnern (Stand 31. Dezember 2024), die zum Okres Trebišov, einem Kreis des Košický kraj, gehört. Sie ist Teil der traditionellen Landschaft Zemplín.

## Geographie

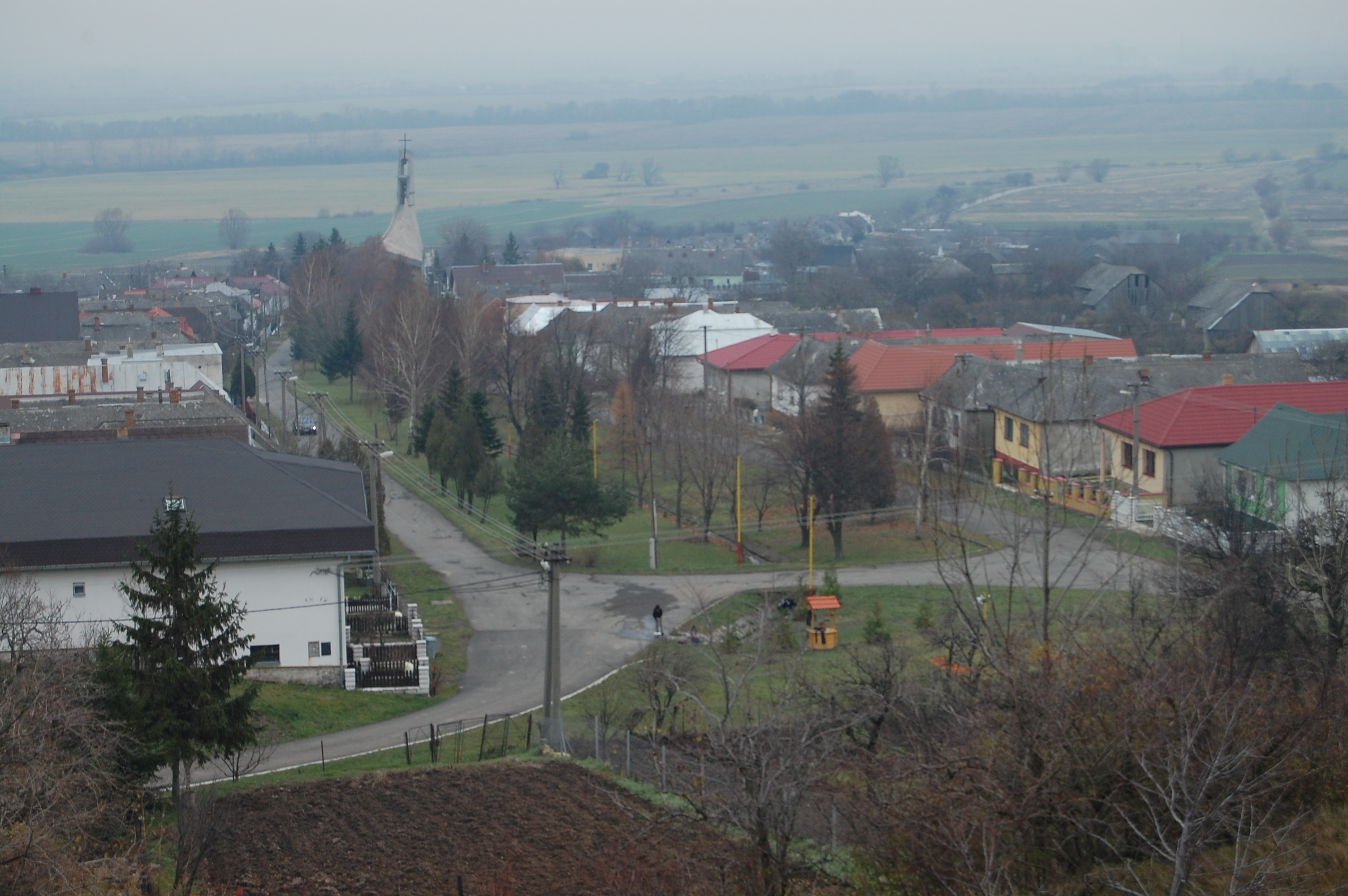
Blick auf Kravany

Die Gemeinde befindet sich im nordwestlichen Teil des Ostslowakischen Tieflands, genauer im Ostslowakischen Hügelland, am östlichen Fuß des Gebirges Slanské vrchy, im Einzugsgebiet der Ondava. Das Ortszentrum liegt auf einer Höhe von 180 m n.m. und ist sechseinhalb Kilometer von Sečovce sowie 18 Kilometer von Trebišov entfernt (Straßenentfernung).
Nachbargemeinden sind Cabov im Norden, Stankovce im Osten, Višňov im Südosten sowie Bačkov im Süden, Südwesten und Westen.

## Geschichte

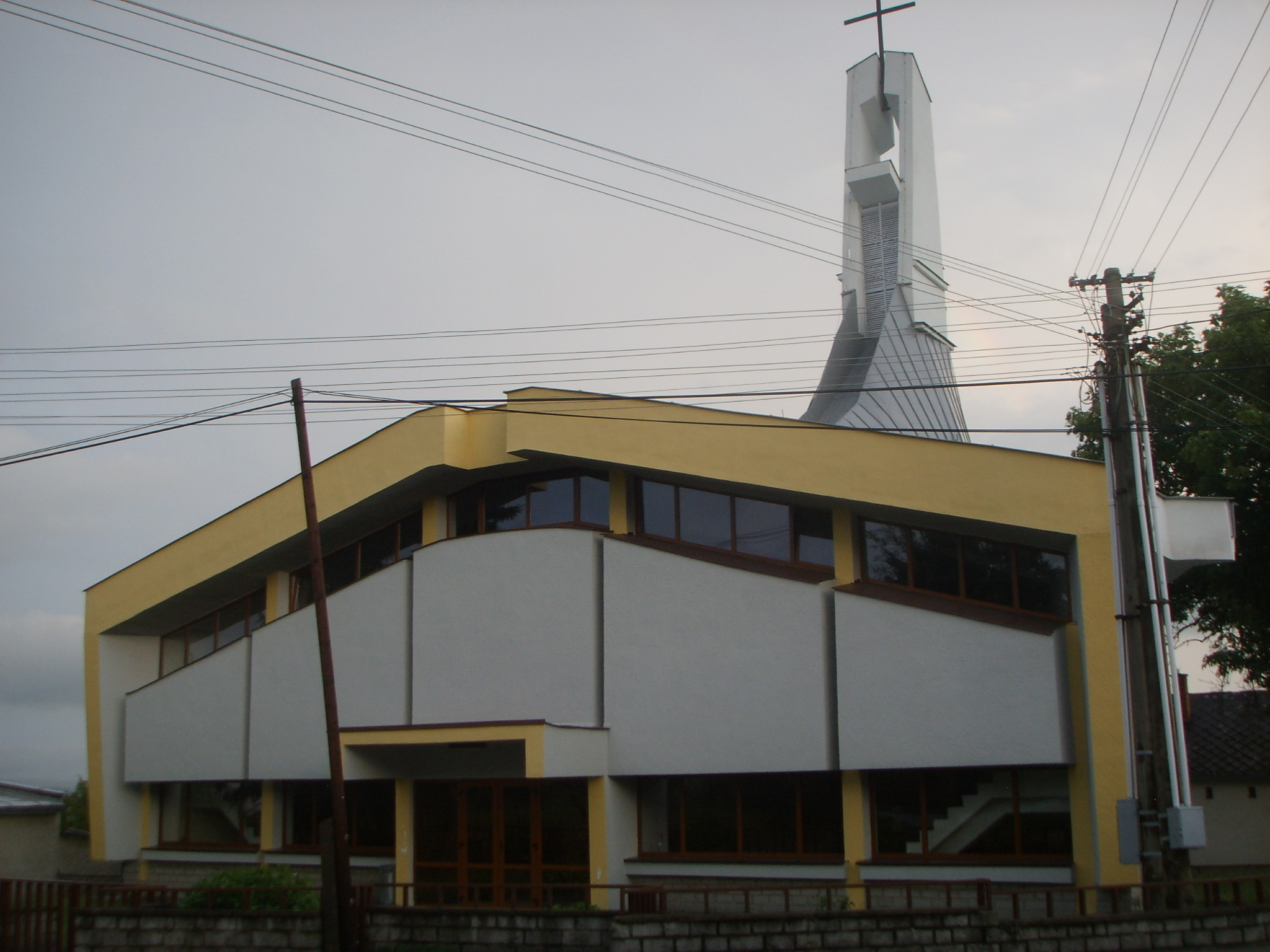
Kirche in Kravany

Kravany wurde zum ersten Mal 1339 als Kereplye schriftlich erwähnt, weitere historische Bezeichnungen sind unter anderen Kereplya (1355), Krawjane (1786) und Krapliany (1808). 1487 verpfändete die Familie Széchy das Dorf an die Tárcsays, später war es Besitz mehrerer landadliger Gutsherren, im frühen 17. Jahrhundert lag es in der Herrschaft von Trebišov.
1715 gab es 13 verlassene und sieben bewohnte Haushalte. 1787 hatte die Ortschaft 40 Häuser und 283 Einwohner, 1828 zählte man 64 Häuser und 491 Einwohner, die als Landwirte tätig waren. Von 1900 bis 1910 wanderten viele Einwohner aus.
Bis 1918/1919 gehörte der im Komitat Semplin liegende Ort zum Königreich Ungarn und kam danach zur Tschechoslowakei beziehungsweise heutigen Slowakei. In der Zeit der ersten tschechoslowakischen Republik waren die Einwohner als Landwirte und Weber beschäftigt. Im Verlauf des Zweiten Weltkriegs wurde der Ort am 26. November 1944 von deutschen Truppen in Brand gesetzt.
Von 1964 bis 1968 war Kravany zusammen mit Stankovce in der Gemeinde Podhorany fusioniert.

## Bevölkerung
| Jahr                | 1994 | 2004    | 2014    | 2024    |
| ------------------- | ---- | ------- | ------- | ------- |
| Anzahl der Personen | 334  | 337     | 351     | 362     |
| Unterschied         |      | +0,89 % | +4,15 % | +3,13 % |

| Jahr                | 2023 | 2024    |
| ------------------- | ---- | ------- |
| Anzahl der Personen | 369  | 362     |
| Unterschied         |      | −1,89 % |

Nach der Volkszählung 2011 wohnten in Kravany 339 Einwohner, davon 311 Slowaken, 26 Roma und zwei Tschechen.
159 Einwohner bekannten sich zur römisch-katholischen Kirche, 155 Einwohner zur griechisch-katholischen Kirche, 10 Einwohner zur Evangelischen Kirche A. B. und acht Einwohner zur orthodoxen Kirche. Vier Einwohner waren konfessionslos und bei drei Einwohnern wurde die Konfession nicht ermittelt.

## Verkehr
Durch Kravany passiert die Cesta III. triedy 3652 („Straße 3. Ordnung“) zwischen Sečovce und Sečovská Polianka. Der nächste Bahnanschluss ist in Sečovská Polianka an der Bahnstrecke Trebišov–Vranov nad Topľou, seit 2003 wird der dortige Bahnhof im regelmäßigen Personenverkehr nicht mehr angefahren, die nächsten angefahrenen Bahnhöfe sind in Vranov nad Topľou und Trebišov.